# Westport (Dacota do Sul)
Westport é uma cidade  localizada no estado norte-americano de Dakota do Sul, no Condado de Brown.

## Demografia
Segundo o censo norte-americano de 2000, a sua população era de 125 habitantes.
Em 2006, foi estimada uma população de 120, um decréscimo de 5 (-4.0%).

## Geografia
De acordo com o United States Census Bureau tem uma área de
0,7 km², dos quais 0,7 km² cobertos por terra e 0,0 km² cobertos por água. Westport localiza-se a aproximadamente 406 m acima do nível do mar.

## Localidades na vizinhança
O diagrama seguinte representa as localidades num raio de 36 km ao redor de Westport.